# بعثة الأمم المتحدة للمراقبة بين الهند وباكستان
بعثة مراقبي الأمم المتحدة في الهند وباكستان (UNIPOM) كانت إحدى بعثات حفظ السلام التابعة للأمم المتحدة، بناءً على قرار مجلس الأمن التابع للأمم المتحدة رقم 211 بتاريخ 20 سبتمبر 1965، تم تفويضها للإشراف على وقف إطلاق النار في منطقة جامو وكشمير بعد الحرب الهندية الباكستانية عام 1965.
كانت المهمة ضرورية بعد أن أرسلت الحكومتان الباكستانية والهندية وحدات عسكرية إلى المنطقة. كان على البعثة حماية سلامة مراقبي فريق مراقبي الأمم المتحدة العسكريين في الهند وباكستان ومنع التوترات بين البلدين من التحول إلى حرب. وانتهت المهمة بسحب البلدين لقواتهما في مارس 1966.
كان مقر البعثة في لاهور وأمريتسار. حيث كان القائد العام للقوات المسلحة هو العميد الكندي ب. ماكدونالد. تم نشر ما يقرب من 100 مراقب عسكري، بدعم من موظفين مدنيين محليين ودوليين. الدول التي قدمت الأفراد العسكريين هي: أستراليا، بلجيكا، بورما، البرازيل، كندا، سيلان، تشيلي، الدنمارك، إثيوبيا، فنلندا، أيرلندا، إيطاليا، نيبال، نيجيريا، نيوزيلندا، النرويج، هولندا، السويد وفنزويلا.